# Csíky László Antal
Csíky László Antal (Csombord, 1908. július 21. – Marosvásárhely, 1972. május 26.) orgonaművész, karnagy, zenetanár. Nevét Csíky László alakban használta.

## Élete
Az Alsó-Fehér vármegyei Csombordon született 1908. július 21-én. Édesapja Csíky István református lelkész (1881–1925), édesanyja Sütő Gizella. Zenei tanulmányait 1941–43 között végezte a budapesti Nemzeti Zenede orgonaosztályán Sugár Viktor tanítványaként, ennek előtte Nagyenyeden és Debrecenben szerzett kántortanítói képesítést. Olcsván, Hajdúszováton és Mátészalkán tanított. Mindenütt iskolai és felnőtt kórusokat is vezetett, versenyekre járt velük, díjakat nyert. Felesége Kalas Ilona (1912-1958), házasságukból két fiú született, László és Csaba. 1942-ben Marosvásárhelyen telepedett le, a református Kistemplom kántora, általános és középiskolai zenetanár. 1951-től a Zeneiskola aligazgatója, zeneelmélet és karvezetés tanára. Tanítványai között voltak a későbbi rangos erdélyi zenei élet jelesei, Csíky Boldizsár, Szabó Csaba, Fejér Elemér, Terényi Ede és mások. 1957-ig a Kultúrpalota orgonistája is, 1955-től a Népi Művészeti Iskola igazgatója, 1967-ben nyugdíjazták. Magyarországon és Székelyföldön hangversenyzett, tagja volt a Kemény Zsigmond Irodalmi Társaságnak, iskolai kórusokat és műkedvelő énekkarokat vezetett, hangversenyeket szervezett, fellépett a marosvásárhelyi filharmónia zenekarával. Először mutatta be Marosvásárhelyen a János vitézt 1943 május 12-én (a Református Polgári Leányiskola kb. háromszáz növendékével) és a Háry Jánost (az orvosi egyetem hallgatóival). A Református Egyházi Dalkör utolsó karnagya volt, annak 1950-es megszüntetéséig.

## Elismerése
- 1958-ban Él-tanár cím
- 2007-ben posztumusz Kodály Zoltán emlékdíjjal tüntették ki.